# Fossoy
Fossoy ist eine französische Gemeinde  mit 524 Einwohnern (Stand: 1. Januar 2022) im Département Aisne in der Region Hauts-de-France. Sie gehört zum Arrondissement Château-Thierry, zum Kanton Château-Thierry und zum Gemeindeverband Région de Château-Thierry. 

## Geografie
Die Gemeinde Fossoy liegt sechs Kilometer östlich von Château-Thierry und etwa 90 Kilometer ostnordöstlich von Paris an der Marne, die die Gemeinde im Nordwesten begrenzt. Nachbargemeinden von Fossoy sind Mont-Saint-Père im Norden, Mézy-Moulins im Nordosten, Crézancy im Osten, Saint-Eugène im Südosten, Blesmes im Süden und Südwesten sowie Gland im Westen. 

## Bevölkerungsentwicklung
| Jahr                       | 1962 | 1968 | 1975 | 1982 | 1990 | 1999 | 2006 | 2013 | 2021 |
| Einwohner                  | 293  | 370  | 463  | 517  | 621  | 620  | 595  | 559  | 513  |
| Quellen: Cassini und INSEE |      |      |      |      |      |      |      |      |      |

## Sehenswürdigkeiten
- Kirche Saint-Georges, Monument historique

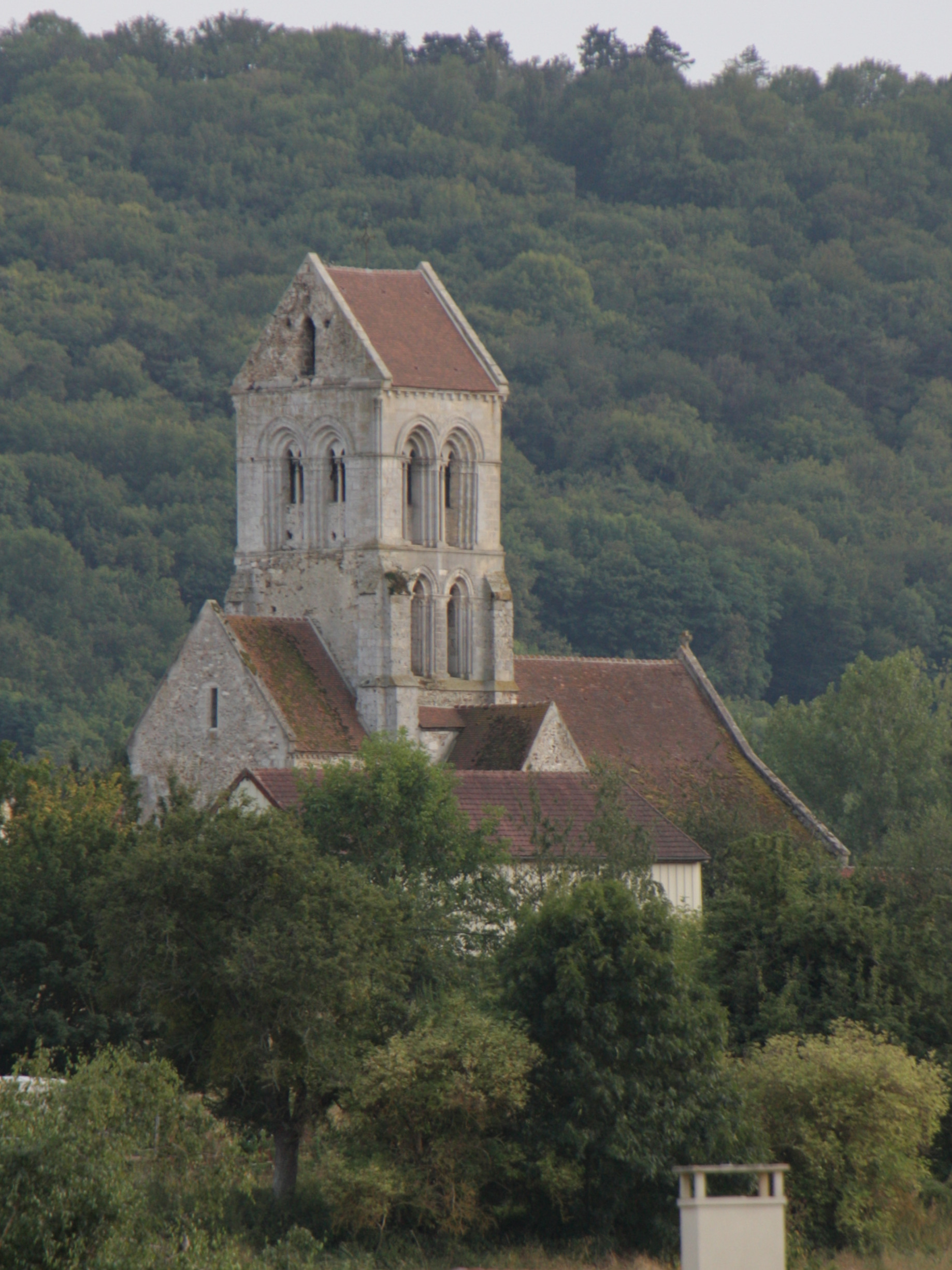
Kirche Saint-Georges